# 清水誠 (実業家)

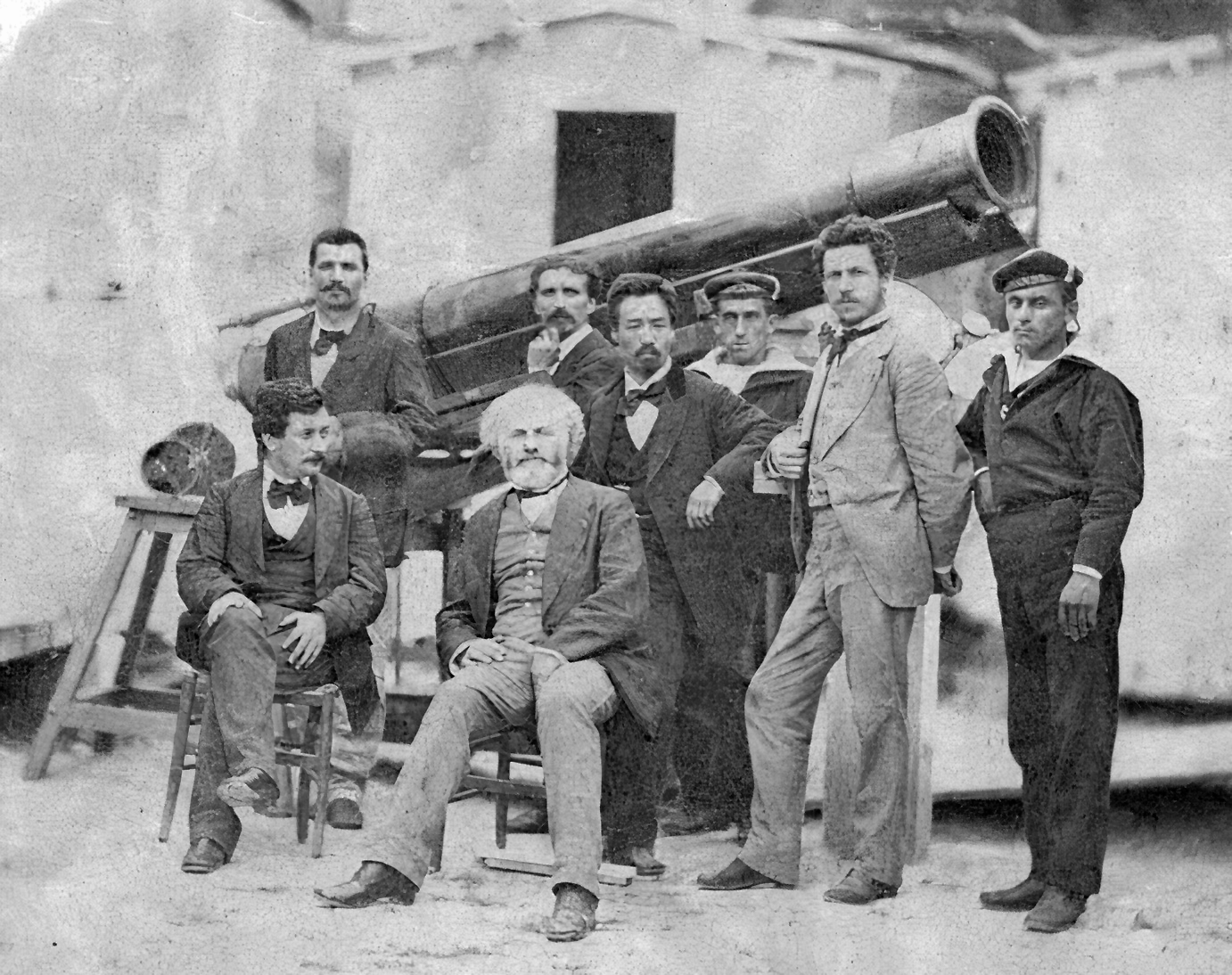
1874年の天体観測隊。清水は真ん中にいる。

清水 誠（しみず まこと、弘化2年12月25日（1846年1月22日） - 明治32年（1899年）2月8日）は、明治時代の実業家。マッチの製造で知られる。

## 人物
加賀藩士の子。1870年にフランスの理工系学校の名門エコール・サントラル・パリに留学。このときに学んだ知識がマッチ開発の際に役立ったと言われている。フランス留学中の1874年に、フランス外遊でパリを訪れていた当時の宮内次官の吉井友実からマッチ製造の研究を勧められる。翌年、東京でマッチ工場を操業。さらに翌年新燧社（しんすいしゃ）を創立する。広く他社にも製法の指導を行った結果、マッチは日本の主力輸出産業となったが、同時に多くの粗悪品も輸出され日本製マッチへの信用を失い、そのあおりで1888年に新燧社は倒産した。
主にマッチの製造で知られる清水であるが、金星の太陽面通過を日本人として初めて写真撮影に成功した人としても知られている。フランスの天体観測隊に同行し、1874年12月9日の太陽面通過を神戸市にて撮影した。
神戸市の諏訪山金星台には「金星過日測検之處」と円筒形の御影石に刻んだ記念碑が建てられている。
1899年、肺炎のため死去。
新燧社の所在地は後年、清水誠顕彰会によって突き止められ、その跡地にできた東京都立両国高等学校の敷地内に、1986年に「国産マッチ発祥の地」の記念碑が建立された。